# Dakshinachara
El término Dakshinachara (Camino de la mano derecha) es un término técnico usado para referirse a las sectas tántricas hindúes que no se involucran en prácticas heterodoxas. 
Por el contrario, Vamachara (Camino de la mano izquierda) se utiliza para describir prácticas tántricas particulares que se consideran heterodoxas de acuerdo con las normas sociales hindúes habituales.

## Etimología
N. N. Bhattacharyya explica el término técnico sánscrito Ācāra de la siguiente manera:

Los medios de logro espiritual que varían de persona a persona según la competencia ... Los Ācāras son generalmente de siete clases: Veda, Vaiṣṇava, Śaiva, Dakṣiṇa, Vāma, Siddhāṇta y Kaula, que se dividen en dos grandes categorías: Dakṣiṇa y Vāma. Las interpretaciones varían con respecto a la naturaleza y agrupación de los ācāras.

Dakṣiṇa se dirige hacia "bien".  Por esta razón, el término Dakṣiṇāra a menudo se traduce como "práctica de la mano derecha".

## Prácticas
El Brahma Yamala, un texto tántrico, dice que hay tres corrientes de tradición (dakshina, vama y madhyama) caracterizadas respectivamente por el predominio de cada uno de los tres gunas (sattva, rayas y tamas). Según este texto, dakshina se caracteriza por sattva, y es puro; Madhyama, caracterizado por rayas, es mixto; y Vama, caracterizado por tamas, es impuro. Los Tantras de cada clase siguen una línea particular de prácticas espirituales. Dakshinachara consiste en prácticas hindúes tradicionales como el ascetismo y la meditación.